# Rodinia
Rodinia (az orosz родина, „anyaföld” szóból) a legrégibb ismert szuperkontinens, amely a neoproterozoikum földtörténeti időben jött létre, mintegy egymilliárd évvel ezelőtt, de mintegy 800 millió évvel ezelőtt nyolc kisebb kontinensre szakadt szét.
Ezt megelőzően létezhetett még a feltételezett Vaalbara szuperkontinens is. A Vaalbarából jelenleg is fennálló két pajzsterület (kraton) mért radiometrikus adatainak alapján 3,3 milliárd évvel ezelőtt még összefüggő kontinenst képzett és 3,6 milliárd évvel ezelőtt keletkezhetett. Ezt bizonyítják a geokronológiai és paleomágneses azonosságok, melyet e két, az archaikumból fennmaradt kraton (protokontinens) tanulmányozása során nyertek: a Kaapvaal-kraton (Dél-Afrika Kaapvaal tartománya) és a Pilbara-kraton (Nyugat-Ausztrália Pilbara régiója).
További egyezőség e két terület zöldkő (greenstone) és gneisz öveinek szerkezeti hasonlósága.
Az egyes geológiai formációk egykori szélességi fokairól rendelkezésre állnak paleomágneses bizonyítékok, a hosszúsági fokokról azonban a geológusoknak a hasonló, mára szétszórt kőzetrétegek összehasonlításával kellett összegyűjteniük a bizonyítékokat.

## Kialakulása
Rodinia kialakulása 1,3 milliárd évvel ezelőtt kezdődött meg, három-négy korábban létező kontinens összesodródásával, amely a grenville orogenén fázis előidézője is volt. A prekambrium korábbi kontinensmozgásainak azonosítása a keményhéjú élőlények fosszíliái és megbízható paleomágneses adatok hiányában bizonytalan.
A szuperkontinens összetételére olyan paleomágneses adatokból következtettek, amelyeket a Seychelle-szigeteken, Indiában és a Grenville hegységképződés által létrehozott, mára több kontinensen szétszóródott hegységekben gyűjtöttek össze.
Bár a részletekről nem zárult le a paleogeográfusok közti vita, a Rodiniát létrehozó kontinentális pajzsok valószínűleg Laurencia (Észak-Amerika őse) körül álltak össze. 
Laurentia keleti partja egybefügghetett Dél-Amerika nyugati partjával, Ausztrália és az Antarktisz együttes lemeze Laurentia nyugati oldala felé nyomult és a két tömb közé szorult egy harmadik pajzs, amelyből később Afrika északi-középső része jött létre.
Más kisebb pajzsok - mint a Kalahári, a Kongó és San Francisco tömbjei - külön állhattak Rodiniától.

## Ősföldrajza
A Rodiniát a Mirovia világóceán vette körül.
Rodinia középpontja valószínűleg az egyenlítőtől délre helyezkedett el. Mivel a Föld ebben a periódusban éppen a kriogén időszak eljegesedést élte meg, Rodinia jelentős területeit boríthatták gleccserek, illetve a déli jégsapka. A kontinens belseje, amely távol volt az éghajlatot mérséklő óceántól, különösen hideg lehetett a teleken.